# Кам'яний потік (притока Земплінської Ширави)
Кам'яний потік (словац. Kamenný potok) — річка; впадає у водосховище Земплінська Ширава, протікає в округах Гуменне і Михайлівці.
Довжина приблизно 6,0-6,5 км. Витік знаходиться в масиві Вигорлат (геоморфологічна підодиниця Вигорлат; Кийовські пагорби) — на висоті приблизно 460 метрів.
Протікає територією полігону Валашковці і села Вінне. Впадає в Земплінську Шираву на висоті 114 метрів.